# FC Ruggell
FC Ruggell este un club de fotbal din Ruggell, Liechtenstein care evolueaza in Cupa Liechtenstein si 3. Liga - Swiss.

## Palmares
- Cupa Liechtenstein (0):

finalist (7): 	1963, 1973, 1978, 1981, 2001, 2007, 2019